# Maarten Meiners
Maarten Meiners (Amersfoort, 8 febbraio 1992) è un ex sciatore alpino olandese.

## Biografia
Sciatore polivalente originario di Naarden e attivo dal dicembre del 2007, Maarten Meiners ha esordito in Coppa Europa il 21 gennaio 2011 a Oberjoch in slalom gigante (50º), ai Campionati mondiali a Garmisch-Partenkirchen 2011, dove è stato 59º nello slalom gigante e 52º nello slalom speciale, e in Coppa del Mondo il 16 dicembre 2012 in Alta Badia, senza completare lo slalom gigante in programma. Ai Mondiali di Schladming 2013 si è classificato 37º nello slalom gigante, 20º nella supercombinata e non ha completato il supergigante e lo slalom speciale; nella successiva rassegna iridata di Vail/Beaver Creek 2015 non ha completato né lo slalom gigante né lo slalom speciale, mentre in quella di Sankt Moritz 2017 non ha completato lo slalom gigante.
Ai Mondiali di Åre 2019 si è classificato 31º nel supergigante e 28º nello slalom gigante; il 18 dicembre dello stesso anno ha ottenuto a Nakiska in slalom gigante la sua unica vittoria, nonché unico podio, in Nor-Am Cup. Il 7 dicembre 2020 ha conquistato i primi punti in Coppa del Mondo concludendo al 26º posto lo slalom gigante di Santa Caterina Valfurva, e tale risultato sarebbe rimasto il migliore di Meiners nel massimo circuito; ai successivi Mondiali di Cortina d'Ampezzo 2021 non ha completato lo slalom gigante e non si è qualificato per la finale nello slalom parallelo.
Il 2 dicembre dello stesso anno ha conquistato a Zinal in slalom gigante l'unico podio in Coppa Europa (2º) e ai successivi XXIV Giochi olimpici invernali di Pechino 2022, sua unica presenza olimpica, si è classificato 18º nello slalom gigante, la sola gara nella quale ha preso il via. Ai Mondiali di Courchevel/Méribel 2023 non ha completato lo slalom gigante e non si è qualificato per la finale nel parallelo; ha preso per l'ultima volta il via in Coppa del Mondo il 12 marzo dello stesso anno a Kranjska Gora in slalom gigante, senza completare la prova, e si è ritirato al termine di quella stessa stagione 2022-2023: la sua ultima gara è stata lo slalom gigante dei Campionati slovacchi 2023, disputato il 4 aprile a Štrbské Pleso.

## Palmarès

### Coppa del Mondo
- Miglior piazzamento in classifica generale: 145º nel 2021

### Coppa Europa
- Miglior piazzamento in classifica generale: 22º nel 2021
- 1 podio:
  - 1 secondo posto

### Nor-Am Cup
- Miglior piazzamento in classifica generale: 39º nel 2020
- 1 podio:
  - 1 vittoria

#### Nor-Am Cup - vittorie
| Data             | Località | Paese  | Specialità |
| ---------------- | -------- | ------ | ---------- |
| 18 dicembre 2019 | Nakiska  | Canada | GS         |

Legenda:

GS = slalom gigante

### Australia New Zealand Cup
- Miglior piazzamento in classifica generale: 2º nel 2019 e nel 2020
- Vincitore della classifica di supergigante nel 2019
- 5 podi:
  - 3 vittorie
  - 2 terzi posti

#### Australia New Zealand Cup - vittorie
| Data             | Località     | Paese         | Specialità |
| ---------------- | ------------ | ------------- | ---------- |
| 5 settembre 2018 | Mount Hutt   | Nuova Zelanda | SG         |
| 5 settembre 2018 | Mount Hutt   | Nuova Zelanda | SG         |
| 27 agosto 2019   | Coronet Peak | Nuova Zelanda | SG         |

Legenda:

SG = supergigante

### Campionati olandesi
- 1 medaglia:
  - 1 oro (slalom gigante nel 2017)